# Cerball mac Muirecáin
Cerball mac Muirecáin (mort en 909) fut un roi de Leinster. Il était le fils de Muirecán mac Diarmata et un membre des Uí Fáeláin, les descendants de Fáelán mac Murchado (mort en 738), un des trois septs des Uí Dúnlainge, basé sur l'actuel comté de Kildare en Irlande.

## Biographie
Cerball succéda à la royauté du Leinster à son lointain cousin, Muiredach mac Brain du sept des Uí Dúnchada, lorsque celui-ci mourut en 885. À la différence de Muiredach, qui était à la fois abbé laïc de Kildare et roi, Cerball semble n'avoir été que roi, puisque Lergus mac Cruinnén, évêque de Kildare, fut tué à la bataille du pèlerin, qui opposa en 888 le haut-roi Flann Sinna aux Vikings de Dublin. Cette même année, son voisin, le roi d'Osaige Cerball mac Dúnlainge, qui avait sans cesse attaqué le Leinster pendant les décennies précédentes, mourut.
Les Annales d'Ulster contiennent relativement peu de mentions du règne de Cerball. En 902, elles indiquent qu'il accompagna Flann Sinna, dont il avait épousé la fille, dans l'expédition de Dublin, qui chassa les « Étrangers », les Vikings et les Norvégiens-Gaëls, hors d'Irlande. Il se battit aux côtés de Flann Sinna contre les hommes du Munster à la bataille de Belach Mugna (Ballymoon près de Castledermot), où Cormac mac Cuilennáin, roi de Munster et évêque de Cashel, fut tué.

Cerball mourut en 909, les Annales d'Ulster mentionnant :
« Cerball, fils de Muirecán, un excellent roi de Laigin, est mort de maladie. »
 Étant donné le parti pris des Annales d'Ulster, par « un excellent roi », il faut comprendre que Cerball avait été un allié sûr de son beau-père, Flann Sinna.
Après la mort de Cerball, Gormflaith se maria avec Niall Glúndub. Des traditions ultérieures rapportent qu'elle aurait souhaité se marier avec Cormac mac Cuilennáin, mais qu'il avait fait vœu de célibat, étant évêque. Aussi, pour des raisons d'État, elle fut mariée au brutal Cerball, avant de trouver un court moment de bonheur avec Niall, qui mourut au combat en 919. Ces récits paraissent faire la part belle à l'invention poétique.
Son lointain cousin Augaire mac Aililla du sept Uí Muiredaig lui succéda.

## Source
- (en) Cet article est partiellement ou en totalité issu de l’article de Wikipédia en anglais intitulé « Cerball mac Muirecáin » (voir la liste des auteurs), édition du 6 juillet 2008.